# Victoria Crivelli
Victoria Crivelli (født 30. september 1990) er en håndboldspiller fra Argentina. Hun spiller på Argentinas håndboldlandshold, og deltog under VM 2011 i Brasilien.